# ガリ・メルチャーズ
ガリ・メルチャーズ（Gari Melchers、本名:Julius Garibaldi Melchers、1860年8月11日 - 1932年11月30日）はドイツ出身の父親を持つアメリカ合衆国の画家である。

## 略歴
デトロイトで生まれた。父親はドイツ、ゾーストの生まれで1848年にアメリカに移ってきて、デトロイトで彫刻家として成功した人物である。メルチャーズは1878年から1881年の間、ドイツのデュッセルドルフ美術アカデミーでヨハン・ピーター・テオドール・ヤンセンやエドゥアルト・フォン・ゲープハルトに学び、その後、パリのアカデミー・ジュリアンやエコール・デ・ボザールで、ジュール・ジョゼフ・ルフェーブルやギュスターヴ・ブーランジェに学んだ。同じ頃、パリで活動していたジョン・シンガー・サージェントやジョージ・ヒッチコックといったアメリカ人画家と親しくなった。
1882年にブルターニュで描いた作品をサロン・ド・パリに出展した。1884年からオランダの港町エグモント・アーン・デン・フフにヒッチコックと移り、芸術家村を作った画家の一人となった。オランダの人々の生活を描いた1886年の作品はサロン・ド・パリで好評であった。1889年にはパリ万国博覧会の展覧会でアメリカ人ではジョン・シンガー・サージェントとともに大賞を受賞した。シカゴ万国博覧会にも出展した。
1903年に20歳年下のアメリカ人画家、コリーヌ(Corinne Mackall)と結婚した。1904年にフランス政府からレジオンドヌール勲章（オフィシエ）を受勲した。1909年にワイマールの美術学校の教授に任じられた。
1915年にアメリカに帰国し、ニューヨークにスタジオを開いた。各種の芸術団体の要職を務め、1932年にアメリカ芸術・文学アカデミー (American Academy of Arts and Letters) の金賞を受賞した。晩年はバージニア州のファルマスで暮らした。

## 作品

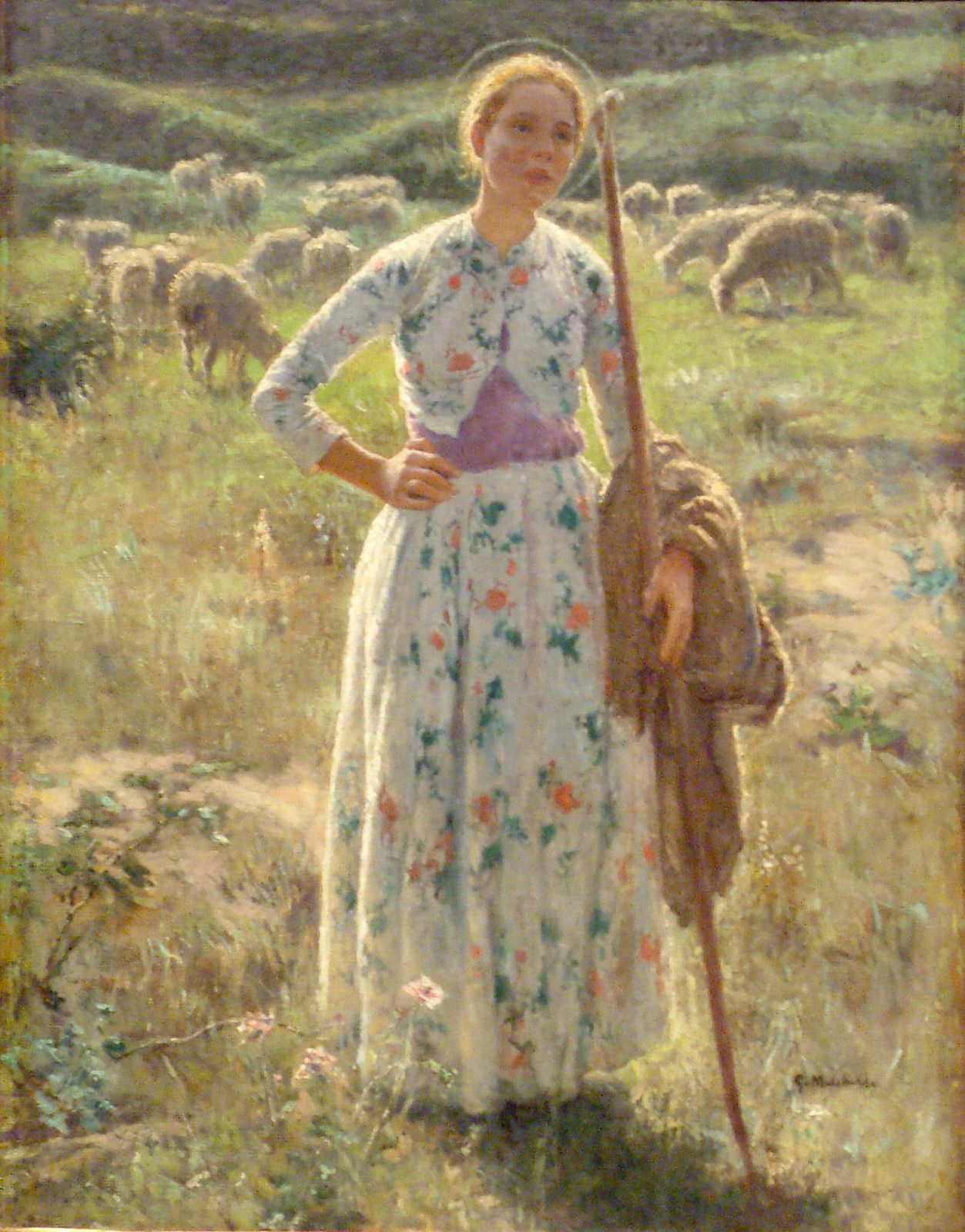
ジャンヌ・ダルク
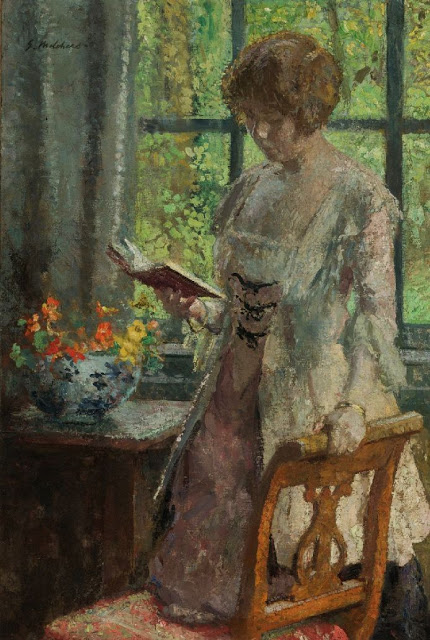
「読書」(1916)
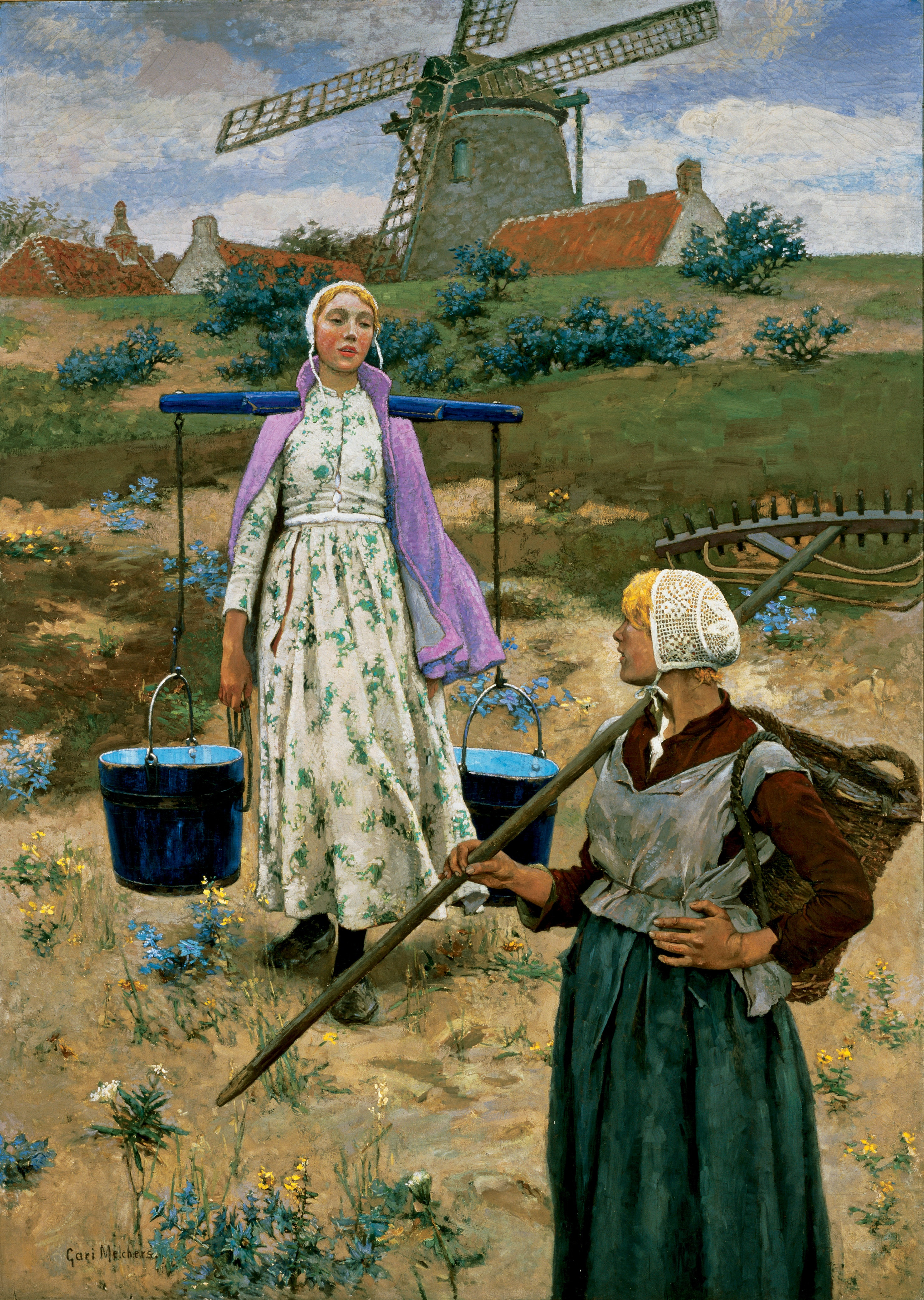
「オランダで」(1891以前)
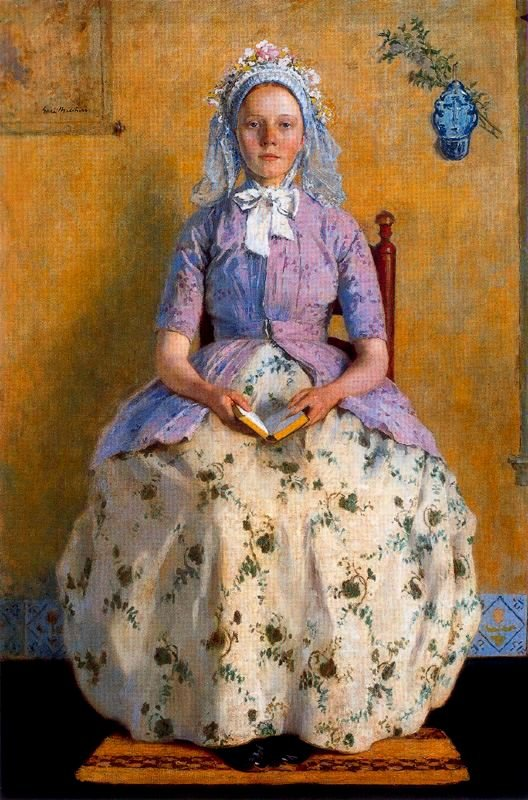
「コミュニカント」(c.1895)
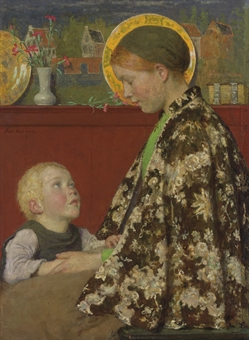
「若い母親」
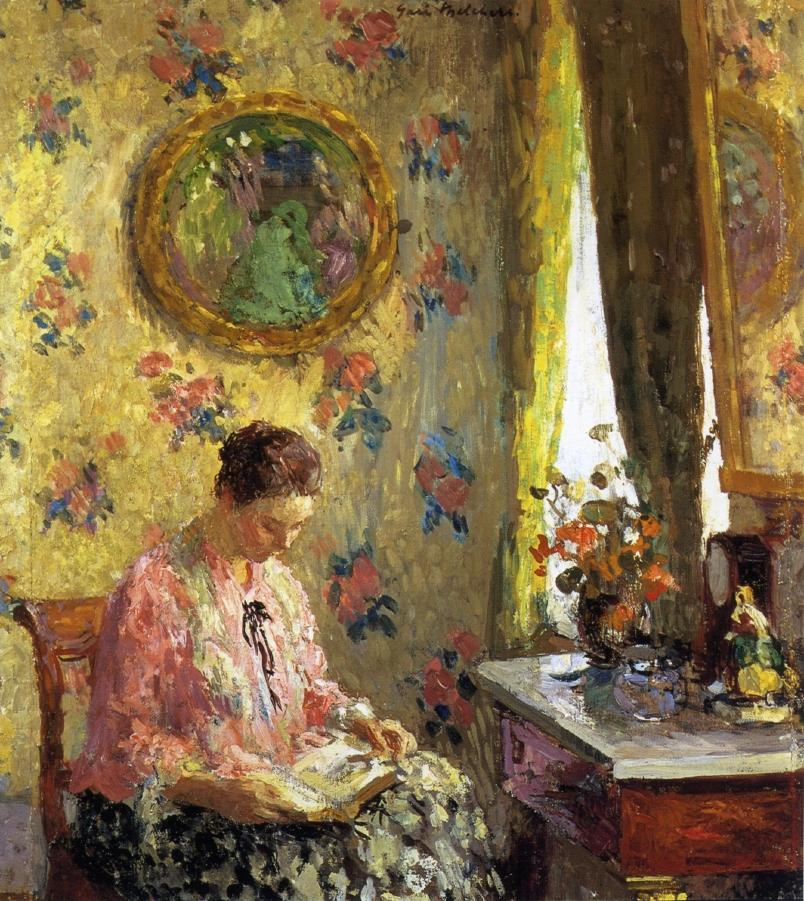
「読書する女」
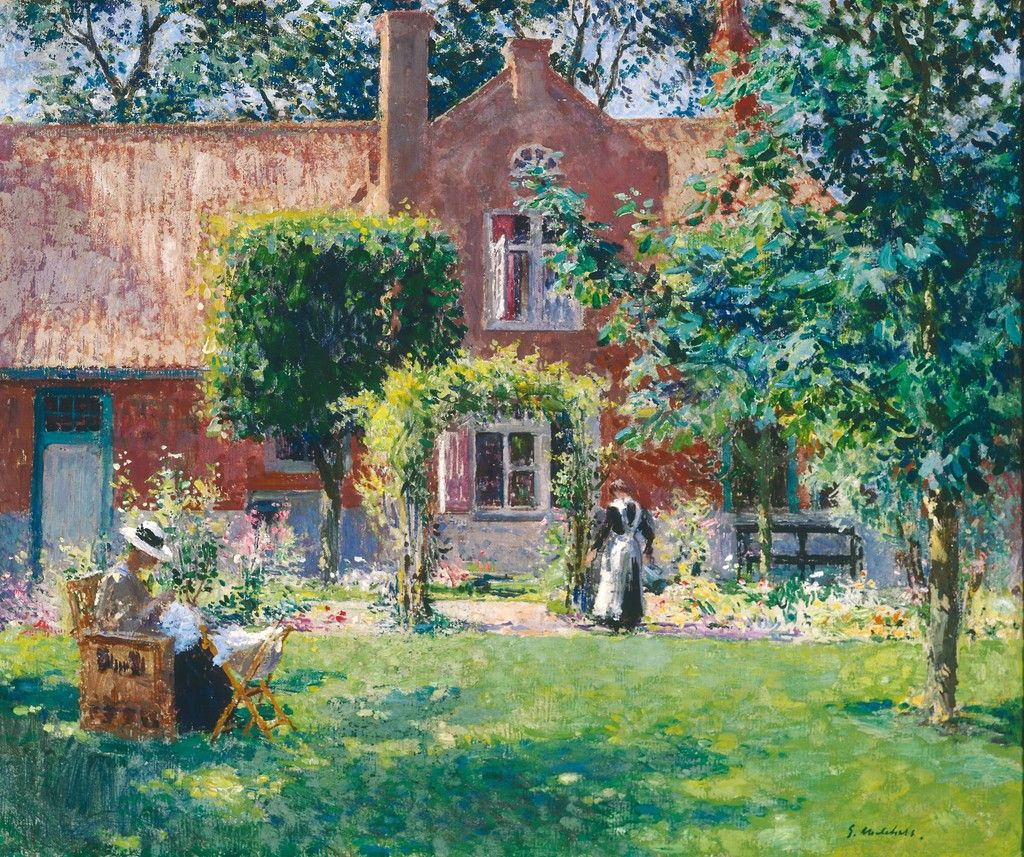
「ささやかな庭」
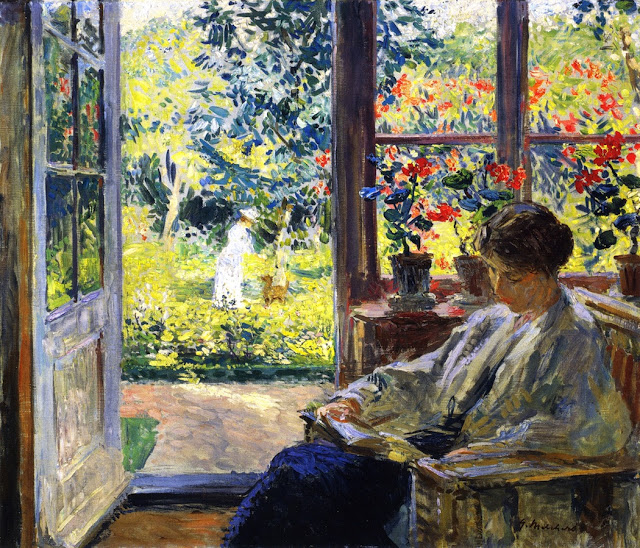
「窓際で読書する女」